# Fulufjället

Mapa národního parku Fulufjället

Fulufjället (norsky Fulufjellet) je pohoří ve Skandinávii, které se nachází na hranicích Švédska a Norska. Většina plochy pohoří se rozkládá ve švédském kraji Dalarna, menší část zasahuje do norského kraje Innlandet.
Pohoří je tvořeno pískovcem a má charakter rozlehlé náhorní plošiny, která je ostře ohraničená hranou a strmými svahy. Nejvyšším vrcholem je na norské straně Slottet (1 047 m) a ve švédské části Storhön (1 039 m). V pohoří se nachází nejvyšší švédský vodopád Njupeskär.
Velká část území je chráněna jako stejnojmenné národní parky, národní park Fulufjället s rozlohou 385 km² ve Švédsku a národní park Fulufjellet s rozlohou 83 km² v Norsku.

## Popis území
Masiv Fulufjället je vysoká náhorní plošina, do níž se hluboce zahloubilo několik vodních toků, které vtékají do mohutné řeky Dalälven. Ta po proudu vytváří jedinečnou podobu krajiny, kde převládají v ní lišejníky, holé hory a údolí s hustým pralesem. Porosty vřesu, trav a lišejníků jsou ve Skandinávském pohoří jedinečné, protože je nespásají sobi. Nejvyšším vrcholem je na norské straně Slottet (1 047 m) a ve švédské části Storhön (1 039 m). V pohoří se nachází nejvyšší švédský vodopád Njupeskär.
Vyskytuje se tu několik druhů ptáků, medvěd hnědý a rys ostrovid. Na území pohoří stále roste Old Tjikko, jeden z nejstarších stromů na světě.

## Turistika
Pohořím prochází dálková turistická trasa Södra Kungsleden (Jižní Kungsleden). Navštěvovaný je švédský vodopád Njupeskär a okolí návštěvnického centra švédského národního parku.

Na západní straně masivu Fulufjälletu se nachází norské lyžařské středisko se dvěma vleky a devíti sjezdovkami, Nejdelší má 1 600 m. Poblíž také leží jedna z nejdelších norských sáňkařských drah.